# Dzjengisj Tjokusu
Dzjengisj Tjokusu (kinesiska: Sheng-li Feng; ryska: Pik Pobedy), är Kirgizistans högsta berg, beläget i Tian Shan. Högsta punkten är 7 439 meter över havet.

## Läge och höjd
Berget är beläget på gränsen mellan Kirgizistan och Kina, längs med Tian Shan. Dess primärfaktor (lägsta höjd hitom ett högre berg) är 4 148 meter, och det därmed berget med den högsta primärfaktorn i Västturkestan.
Berget är det näst högsta i det före detta Sovjetunionen, med sina 7 439 meter över havet. Utöver huvudtoppen finns en västtopp på 6 918 meter ö h och en östtopp på 7 050 meter ö h.

## Klättring och risker

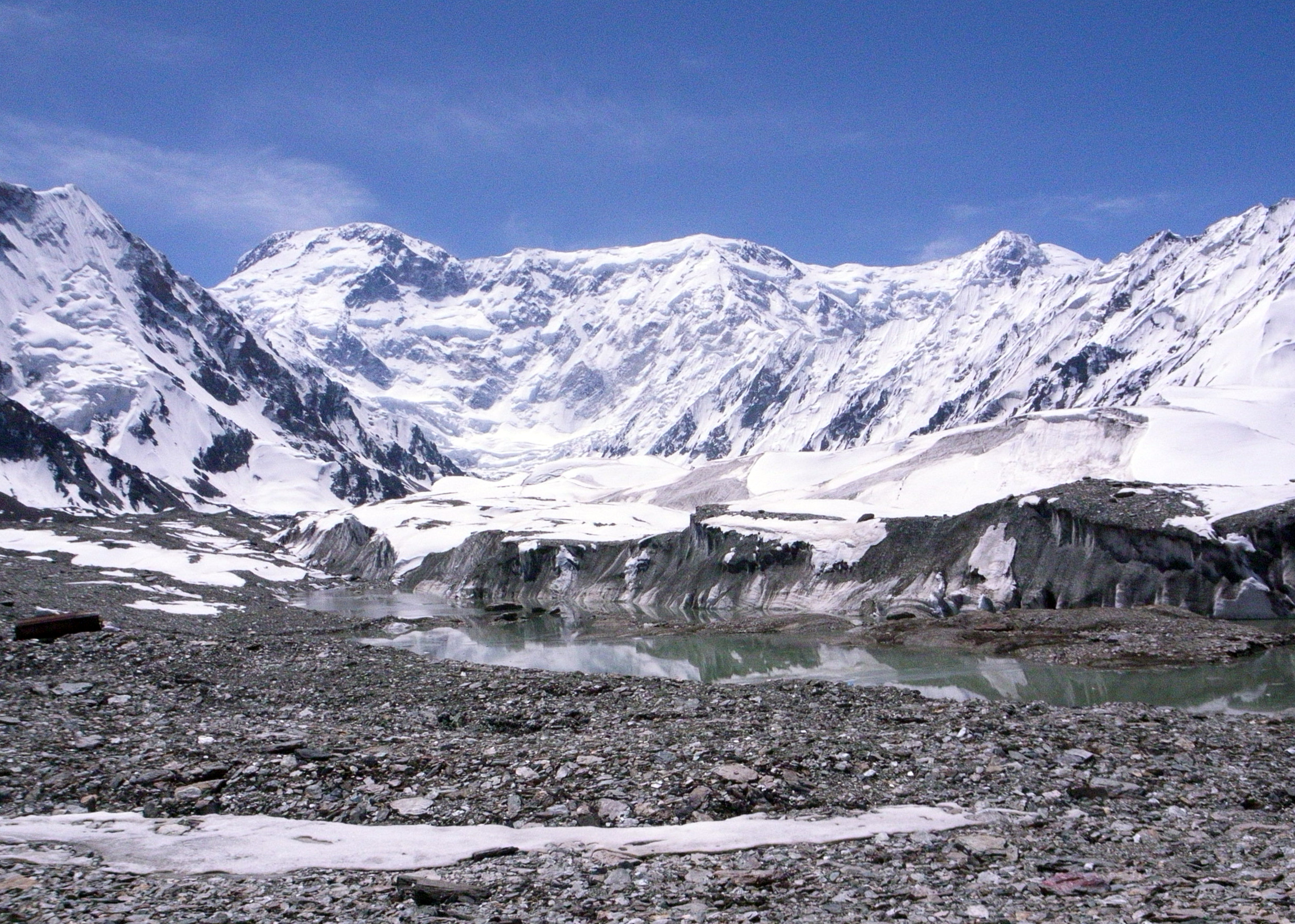
Dzjengisj Tjokusu från baslägret.

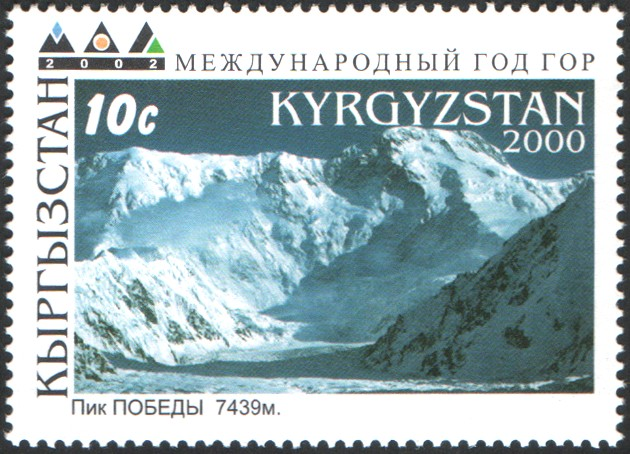
Dzjengisj Tjokusu på ett frimärke från Kirgizistan.

Dzjengisj Tjokusu anses som berget som är svårast att bestiga i det före detta Sovjetunionen, liksom ett av de mest svårbestigna topparna i Asien. Den första bevisade bestigningen skedde 1956, av en expedition ledd av Vitalij Abalakov, men redan 1938 kan bergstoppen ha nåtts av sina första klättrare.
Klättrare från olika länder – mestadels från Ryssland – kommer för att bestiga detta berg. Berget ingår som en av de fem centralasiatiska topparna i "snöleopard"-utnämningen bland klättrare. Även om de som klättrar är utbildade är dödsrisken hög. Kirgizistans regering har kommit med en rapport som säger att över 270 personer har omkommit under klättringen. 
Det höga antalet beror på det hala istäcket som täcker övre delen av berget, en glaciär benämnd Zvezdotjka på ryska. Berget är svårt att bestiga oavsett vilken sida av berget som används för klättringen.

## Namn
Berget har ett antal namn, baserat på dess läge mellan flera länder och historiskt. Det nuvarande (2024) namnet i Kirgizistan är Djengis Tjokusu, medan berget i Kina är känt som Shengli Feng alternativt Tomur Feng ('Tomurberget'). Historisk har det varit känt i Sovjetunionen som Pik Pobedy, med betydelsen 'Segerberget'.